# Haparanda (comune)
Haparanda è un comune svedese di 10 062 abitanti, situato nella contea di Norrbotten. Il suo capoluogo è la cittadina omonima.
Confina a est con il comune finlandese di Tornio.

## Geografia antropica
Nel territorio comunale sono comprese le seguenti aree urbane (tätort):
| # | Località  | Popolazione |
| - | --------- | ----------- |
| 1 | Haparanda | 4.778       |
| 2 | Marielund | 1.865       |
| 3 | Seskarö   | 498         |
| 4 | Nikkala   | 447         |
| 5 | Karungi   | 232         |

## Amministrazione

### Gemellaggi
- Hammerfest
- Ikast
- Kovdor
- Širvintos